# Тоттункал, Асин
Асин Тоттункал (малаял. അസിൻ തോട്ടുങ്കൽ, англ. Asin Thottumkal; род. 26 октября 1985, Кочин, Индия) — индийская актриса, начавшая карьеру на юге Индии, а затем перешедшая в Болливуд. Дебютировала в кино в 2001 году. Лауреатка Filmfare Awards, Filmfare Awards South и других индийских кинопремий. Завершила актёрскую карьеру после замужества.

## Биография
Асин родилась 26 октября 1985 года в городе Кочин штата Керала в семье Селины и Джозефа Тоттункал. Её мать — хирург, а отец управляет собственным бизнесом. Имя «Асин» для неё выбрал отец, сложив вместе «А» (на санскрите означает отрицание) и «sin» (в переводе с англ. — грех).
Асин начала работать в модельном бизнесе ещё учась в школе, а в 15 лет дебютировала в фильме на малаялам Narendran Makan Jayakanthan Vaka (2001). В следующем году она завершила учёбу в колледже и перешла в кинематограф на телугу. В 2003 на экраны вышел её первый телугуязычный фильм Amma Nanna O Tamila Ammayi, который принёс ей премию Filmfare Awards South. На следующий год она дебютировала в кино на тамильском языке, снявшись в ремейке её предыдущего фильма. После этого она сыграла в таких тамильских блокастерах как «Превозмочь себя», «Домашний очаг» (2005) и «Хулиган» (2007). «Превозмочь себя» принёс ей вторую Filmfare Awards South и открыл дорогу в Болливуд, когда её пригласили повторить роль в хинди-язычном ремейке фильма.
Фильм имел оглушительный успех в кассе и стал первым фильмом Болливуда собравшим в прокате больше 100 крор (1 млрд рупий).
Столь же успешными стали её следующие фильмы на хинди: «Всегда готов!» (2011), «Полный дом 2» и «Обманщик поневоле» (2012). В 2011 вышел её последний фильм на тамильском языке — «Охранник», а после выхода киноленты «Свадьба по любви» («Игрок 786») актриса взяла перерыв.
Она вернулась на экраны в 2015 году в комедии «Всё в порядке», которая провалилась в прокате.

## Личная жизнь
19 января 2016 года Асин вышла замуж за предпринимателя Рахула Шарма и высказала желание оставить кинематограф, чтобы сосредоточиться на семье.
В октябре 2017 года у пары родилась дочь.

## Фильмография
| Год  |   | Русское название  | Оригинальное название                      | Роль                              |
| ---- | - | ----------------- | ------------------------------------------ | --------------------------------- |
| 2001 | ф |                   | Narendran Makan Jayakanthan Vaka (малаял.) | Сватхи                            |
| 2003 | ф |                   | Amma Nanna O Tamila Ammayi (тел.)          | Мугабигамбал «Ченнай»             |
| 2003 | ф |                   | Sivamani (тел.)                            | Васантха                          |
| 2004 | ф |                   | M. Kumaran S/O Mahalakshmi (там.)          | Митхили «Малабар»                 |
| 2004 | ф |                   | Lakshmi Narasimha (тел.)                   | Рукмини                           |
| 2004 | ф |                   | Gharshana (тел.)                           | Майя                              |
| 2005 | ф | Желания сердец    | Ullam Ketkumae (там.)                      | Прия                              |
| 2005 | ф |                   | Chakram (тел.)                             | Лакшми                            |
| 2005 | ф | Превозмочь себя   | Ghajini (там.)                             | Калпана                           |
| 2005 | ф |                   | Majaa (там.)                               | Ситха Лакшми                      |
| 2005 | ф | Домашний очаг     | Sivakasi (там.)                            | Хема                              |
| 2006 | ф |                   | Annavaram (тел.)                           | Айшвария                          |
| 2006 | ф | Непохожие         | Varalaru (там.)                            | Дивья                             |
| 2007 | ф |                   | Aalwar (там.)                              | Прия                              |
| 2007 | ф | Хулиган           | Pokkiri (там.)                             | Шрути                             |
| 2007 | ф | Близнецы          | Vel (там.)                                 | Сватхи                            |
| 2008 | ф | Десять аватар     | Dasavathaaram (там.)                       | Котхай Радха / Андаал             |
| 2008 | ф | Гаджини           | Ghajini                                    | Калпана Шетти                     |
| 2009 | ф | Лондонские мечты  | London Dreams                              | Прия                              |
| 2011 | ф | Охранник          | Kaalavan (там.)                            | Мира Мутхурамалингам              |
| 2011 | ф | Всегда готов!     | Ready                                      | Санджана Сингх                    |
| 2012 | ф | Полный дом 2      | Housefull 2                                | Хина Капур                        |
| 2012 | ф | Обманщик поневоле | Bol Bachchan                               | Сания Али / Сания Баччан / Апекша |
| 2012 | ф | Игрок 786         | Khiladi 786                                | Инду Тендулкар                    |
| 2015 | ф | Всё будет хорошо  | All Is Well                                | Нимми                             |

## Награды и номинации
| Награды и номинации | Награды и номинации   | Награды и номинации                         | Награды и номинации        | Награды и номинации | Награды и номинации |
| Год                 | Премия                | Категория                                   | Фильм                      | Результат           | Ссылки              |
| ------------------- | --------------------- | ------------------------------------------- | -------------------------- | ------------------- | ------------------- |
| 2004                | Filmfare Awards South | Лучшая актриса в фильме на телугу           | Amma Nanna O Tamila Ammayi | Победа              | [ 9 ] [ 10 ]        |
| 2006                | Filmfare Awards South | Лучшая актриса в фильме на тамильском языке | Превозмочь себя            | Победа              | [ 11 ]              |
| 2006                | Filmfare Awards South | Лучшая актриса в фильме на тамильском языке | Majaa                      | Номинация           | [ 11 ]              |
| 2008                | Filmfare Awards South | Лучшая актриса в фильме на тамильском языке | Хулиган                    | Номинация           |                     |
| 2009                | Filmfare Awards South | Лучшая актриса в фильме на тамильском языке | Десять аватар              | Номинация           |                     |
| 2009                | Filmfare Awards       | Лучший женский дебют                        | Гаджини                    | Победа              | [ 12 ]              |
| 2009                | Filmfare Awards       | Лучшая актриса                              | Гаджини                    | Номинация           | [ 13 ]              |